# 吉尔吉斯斯坦LGBT權益
女同性恋、男同性恋、双性恋与跨性别者权益在吉尔吉斯斯坦不受法律保障。自1998年起，同性之間合意性交在吉尔吉斯斯坦正式合法。2014年，該國國會提議一法案將“以媒體或資訊與通訊網路傳播對非傳統的性關係之行為的正面態度”違法化。但同性結合在該國並未得到法律承認。

## 現況
| 同性性行為合法                                         | （自1998年起）     |
| 可發生性關係的法定年齡一致                             | （自1998年起）     |
| 反歧視法執行（僱傭）                                   | 否                 |
| 反歧視法適用於商品及服務法規                           | 否                 |
| 反歧視法適用於所有其他領域（包括：間接歧視、仇恨言論） | 否                 |
| 同性婚姻                                               | （自2016年起違憲） |
| 承認同性間的伴侶關係                                   | 否                 |
| 同性伴侶可收養繼子                                     | 否                 |
| 同性伴侶可共同撫養                                     | 否                 |
| LGBT群體可公開從軍服役                                 |                    |
| 重新指定性別的法律程序                                 | [ 3 ]              |
| 女同性戀進行體外受精之合法管道                         | 否                 |
| 男同性戀者進行商業代孕                                 | 否                 |
| 允許男男性行为者（MSM）進行捐血                        | 否                 |